# Daikatana
Daikatana (japanisch für „großes Schwert“, eine traditionelle Waffe der Samurai) ist ein vom Entwicklerstudio Ion Storm unter der Leitung von John Romero entwickeltes Computerspiel aus dem Genre der Ego-Shooter. Die Entwicklung des ursprünglich für 1997 angekündigten Spiels verlief problematisch und verzögerte sich unter mehrfacher Änderung des Veröffentlichungstermins bis 2000. Die schon während der Entwicklungszeit zunehmend ablehnend eingestellte Computerspiele-Presse bewertete Daikatana bei seiner verspäteten Veröffentlichung überwiegend negativ. In Deutschland erschien das Spiel geschnitten. So wurden menschliche Nicht-Spieler-Charaktere durch Roboter ersetzt und Blut grün gefärbt.

## Handlung
Die Geschichte von Daikatana dreht sich um Zeitreise und die dadurch eröffnete Möglichkeit, durch den Eingriff in die Vergangenheit die Zukunft zu verändern. Das Spiel beginnt in einer dystopischen Zukunft im Japan des Jahres 2455. Der Kampfkunstlehrer Hiro Miyamoto findet heraus, dass der mächtige Großindustrielle Kage Mishima mit Hilfe eines magischen Schwertes (das namengebende Daikatana) in die Vergangenheit gereist ist, um die Gegenwart zu seinen Gunsten zu beeinflussen. Mishima verhinderte auf diese Weise die Entwicklung eines Heilmittels gegen eine 2455 grassierende Pandemie, um auf diese Weise für die Pharmaprodukte seines Konzerns ein Monopol zu schaffen. Der Spieler macht sich daraufhin in der Rolle von Hiro Miyamoto auf, um Mishima das Schwert zu entwenden und die manipulierte Vergangenheit wieder zu korrigieren. Auf seiner Reise, die ihn durch insgesamt vier Zeitepochen führt, findet er Verbündete in dem ehemaligen Sicherheitschef Superfly Johnson und in Mikiko Ebihara, der Tochter eines Mishima-Wissenschaftlers, die den Tod ihres Vaters rächen will.

## Spielverlauf
Daikatana ist in vier Episoden untergliedert, die in vier verschiedenen Zeitepochen spielen: Episode 1 ist im Japan der fernen Zukunft (2455) angesiedelt, Episode 2 in der mythischen Welt der griechischen Sagen (1200 v. Chr.), Episode 3 im frühmittelalterlichen Norwegen (560) und die letzte Episode schließlich im San Francisco der nahen Zukunft (2030). Jede dieser Zeitepochen enthält neben der unterschiedlichen Gestaltung der Levels auch eigene Arten von Gegnern und Monstern, die thematisch zum Hintergrund der jeweiligen Epoche passen.
Eine Besonderheit des Spiels ist, dass für jede dieser Zeitepochen ein eigenständiges, jeweils sechsteiliges Waffenarsenal gestaltet wurde, das zum Thema der jeweiligen Episode passt, so dass man im Verlauf des Spieles mit insgesamt 24 sehr unterschiedlichen Waffen kämpft.
Der Spielverlauf wird neben den genreüblichen Kämpfen und dem Lösen kleinerer Rätselaufgaben in Daikatana auch durch die Einbindung der beiden Nebenfiguren Mikiko und Superfly geprägt, die als Sidekicks agieren. Durch eine einfache Liste von Befehlen kann der Spieler diese beiden Gefährten anweisen, ihn beispielsweise im Kampf zu unterstützen oder an einer bestimmten Stelle zu warten. Die technisch nicht ausgereifte Künstliche Intelligenz der beiden Sidekicks konnte den Spielverlauf jedoch beeinträchtigen und wurde von den Spielern deshalb stark kritisiert.

## Rezeption
Das Spiel erhielt gemischte Wertungen. Während das deutschsprachige Computerspielmagazin GameStar die Grafik als zeitgemäß einstuft und dem Spiel Abwechslungsreichtum zuspricht, kritisiert die PC Games Daikatana als unspektakuläres Ballerspiel, dessen Spielprinzip im Vergleich zu Half-Life altbacken sei und dessen Technik keinesfalls mit den Referenztiteln der damaligen Zeit mithalten könne.
IGN konstatiert im Test zur N64-Fassung, dass der mittelmäßige PC-Egoshooter auf der Nintendo-Konsole noch schlechter werde.

„Was bleibt, ist ein solider Actiontitel für Nostalgiker und hart gesottene Anhänger des vermeintlichen Spielegotts Romero.“